# Khaled Al Suwaidi
Khaled Al Suwaidi (* 27. März 1980)  ist ein Eishockeytorwart aus den Vereinigten Arabischen Emiraten. Er spielt seit 2010 bei den Abu Dhabi Storms aus der Emirates Ice Hockey League.

## Karriere
Auf Vereinsebene tritt Khaled Al Suwaidi für die Abu Dhabi Storms aus der Emirates Ice Hockey League an, die er mit dem Klub 2011, 2014 und 2019 gewinnen konnte.

### International
Al Suwaidi nahm für die Eishockeynationalmannschaft der Vereinigten Arabischen Emirate an den Weltmeisterschaften der Division III 2010, 2013, 2014, als er zum besten Spieler seiner Mannschaft gewählt wurde, 2017 und 2022, als erstmals der Aufstieg in die Division II gelang sowie den Qualifikationen für die Weltmeisterschaft der Division III 2013, 2018 und 2019, wobei 2013 und 2019 jeweils die Qualifikation gelang, teil. Dabei wurde er 2013 und 2019 jeweils mit der besten Gegentorrate auch zum besten Spieler seiner Mannschaft gewählt und erreichte 2019 zudem die beste Fangquote des Turniers. Darüber hinaus stand er im Aufgebot seines Landes bei den Winter-Asienspielen 2007, 2011 und 2017 sowie beim IIHF Challenge Cup of Asia 2009, 2010, 2011, 2012, 2013, 2014, 2015, 2016 und 2017. Dabei gewann er mit den Emiraten 2010, 2011, 2014, 2015 und 2016 jeweils die Silbermedaille, während 2009, 2012 und 2017 der Titel gewonnen werden konnte. Lediglich 2013 wurde der Sprung in die Medaillenränge verpasst. Er selbst wurde 2012, als er die beste Fangquote und die geringste Gegentorrate aufwies, und 2013, als er zum besten Spieler seiner Mannschaft gekürt wurde, und 2010, 2013, 2014 und 2017 zum besten Torwart des Challenge Cups gewählt. Zudem vertrat er seine Farben bei der Olympiaqualifikation für die Winterspiele in Peking 2022, bei der die Araber in der ersten Runde der Vorqualifikation mit zwei Siegen und einer Niederlage als Gruppenzweiter ausschieden.

## Erfolge und Auszeichnungen
- 2011 Meister der Vereinigten Arabischen Emirate mit den Abu Dhabi Storms
- 2014 Meister der Vereinigten Arabischen Emirate mit den Abu Dhabi Storms
- 2019 Meister der Vereinigten Arabischen Emirate mit den Abu Dhabi Storms

### International
| - 2009 Goldmedaille beim IIHF Challenge Cup of Asia - 2010 Silbermedaille beim IIHF Challenge Cup of Asia - 2010 Bester Torhüter beim IIHF Challenge Cup of Asia - 2011 Silbermedaille beim IIHF Challenge Cup of Asia - 2012 Goldmedaille beim IIHF Challenge Cup of Asia - 2012 Beste Fangquote und geringste Gegentorrate beim IIHF Challenge Cup of Asia - 2013 Qualifikation für die Division III bei der Qualifikation zur Weltmeisterschaft der Division III - 2013 Beste Gegentorrate bei der Qualifikation zur Weltmeisterschaft der Division III - 2013 Bester Torhüter beim IIHF Challenge Cup of Asia - 2014 Silbermedaille beim IIHF Challenge Cup of Asia | - 2014 Bester Torhüter beim IIHF Challenge Cup of Asia - 2015 Silbermedaille beim IIHF Challenge Cup of Asia - 2016 Silbermedaille beim IIHF Challenge Cup of Asia - 2017 Goldmedaille beim IIHF Challenge Cup of Asia - 2017 Bester Torhüter beim IIHF Challenge Cup of Asia - 2019 Qualifikation für die Division III bei der Qualifikation zur Weltmeisterschaft der Division III - 2019 Beste Gegentorrate und beste Fangquote bei der Qualifikation zur Weltmeisterschaft der Division III - 2022 Aufstieg in die Division II, Gruppe B, bei der Weltmeisterschaft der Division III, Gruppe A - 2022 Beste Fangquote und geringster Gegentorschnitt bei der Weltmeisterschaft der Division III, Gruppe A |